# Fantasia heroica

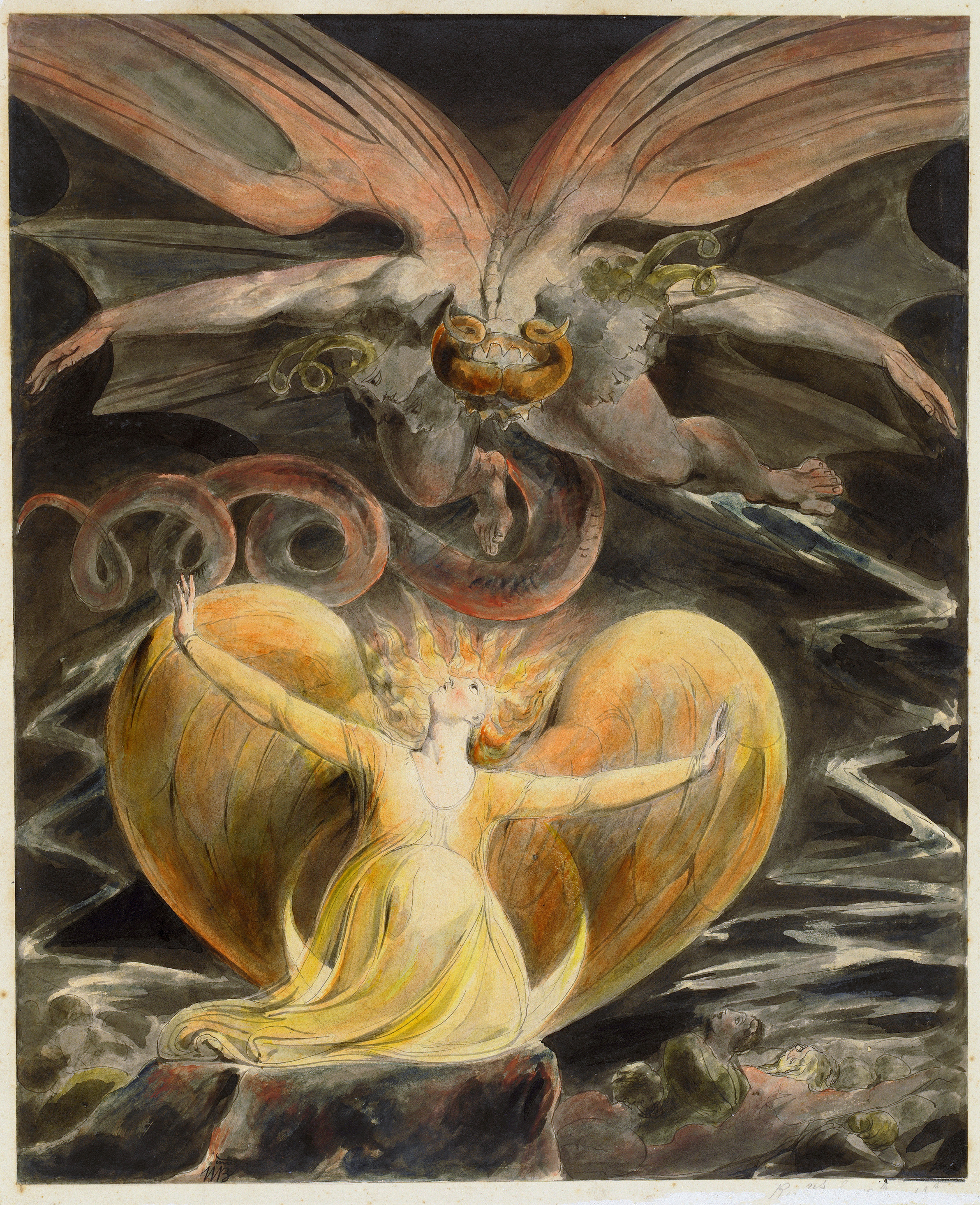
Dibuix d'un drac en Apocalipsis, de William Blake.

La fantasia heroica o fantasia èpica és un subgènere de la literatura fantàstica (i per extensió, de la cinematografia fantàstica, còmics fantàstics, etc.) que es caracteritza per la presència d'éssers mitològics o inventats (dracs, elfs, etc.), ambientació fictícia de caràcter medievalista o indefinit (en qualsevol cas, sobre la base de societats tecnològicament endarrerides) i un fort component màgic i èpic.
Una característica comuna a la majoria de les obres de fantasia èpica contemporània és que els personatges duen una vida convencional fins que imprevisiblement una anomalia canvia les seues vides per complet (un objecte, un viatge a un lloc desconegut, una profecia). Aquesta característica pot estar present en la fantasia en general, i té el seu origen en la literatura islandesa i escandinava, on els protagonistes són quasi sempre precoços (xiquets o adolescents) diferents als altres (en força, intel·ligència, etc.), que per a provar els seus poders emprenen llargs viatges on troben aventures i desventures i es donen amb objectes màgics i guerres. L'esquema narratiu general s'adiu doncs al monomite.
Actualment es parla de literatura fantàstica per a referir-se a la fantasia èpica, però aquesta denominació és errònia, ja que existeixen obres (escrites i visuals) que àdhuc sent fantàstiques difícilment es considerarien èpiques amb tot dret. Exemples d'aquest error serien Harry Potter, Artemis Fowl o La Matèria Fosca, així com certs relats de Julio Cortázar o Jorge Luis Borges.

## Escriptors del gènere
- David Eddings.